# Cantone di Brioude-Sud
Il Cantone di Brioude-Sud era una divisione amministrativa dell'Arrondissement di Brioude.
A seguito della riforma approvata con decreto del 17 febbraio 2014, che ha avuto attuazione dopo le elezioni dipartimentali del 2015, è stato soppresso.

## Composizione
Comprendeva parte della città di Brioude e 6 comuni:
- Chaniat
- Fontannes
- Javaugues
- Lavaudieu
- Saint-Just-près-Brioude
- Vieille-Brioude